# راؤول كارتون
راؤول كارتون (بالفرنسية: Raoul Carton)‏ هو كاهن كاثوليكي وفيلسوف فرنسي، ولد في 1879 في بلوا في فرنسا، وتوفي في 7 يوليو 1934 في باريس في فرنسا.